# Mahmoud El Zanfly
Mahmoud El Zanfly (tiếng Ả Rập: محمود الزنفلي; sinh ngày 28 tháng 4 năm 1992) là một cầu thủ bóng đá người Ai Cập hiện tại thi đấu ở vị trí thủ môn cho câu lạc bộ Ai Cập Al Ahly SC.